# Long Khanh
Long Khanh (på vietnamesiska Long Khánh) är en stad i den vietnamesiska provinsen Dong Nai. Centralorten är även känd som Xuan Loc. Folkmängden uppgick till 130 704 invånare vid folkräkningen 2009, varav 50 615 invånare bodde i själva centralorten.